# Koen Metsemakers
Koen Metsemakers (født 30. april 1992) er en hollandsk roer.
Han repræsenterede Holland under sommer-OL 2020 i Tokyo, hvor han vandt guld i dobbeltfirer sammen med Dirk Uittenbogaard, Abe Wiersma og Tone Wieten.